# 라리가 2017-18
라리가 2017-18(스페인어: Primera División de España 2017-18, 협찬사의 이름을 따 라리가 산탄데르로도 불림)은 스페인 축구 1부 리그인 프리메라 디비시온의 87번째 시즌이다. 이 시즌은 2017년 8월 18일에 시작되어 2018년 5월 20일에 막을 내렸다. 일정은 2017년 7월 21일에 공개되었다.
레알 마드리드는 전 시즌 우승 구단이었다. 바르셀로나는 에르네스토 발베르데 신임 감독의 지휘 하에 2018년 4월 29일, 4경기를 남기고 2년 만이자 통산 25번째 우승을 확정지었다. 같은 해, 바르셀로나는 코파 델 레이도 석권하여 시즌을 2관왕으로 마쳤다.
레반테, 지로나, 그리고 헤타페는 이 시즌에 승격하여 합류한 구단들인데, 이 중에 지로나는 사상 처음으로 라 리가 무대를 밟았다. 이 시즌을 끝으로 말라가, 라스 팔마스, 그리고 데포르티보는 세군다 디비시온으로 강등당했다.

## 참가 구단

### 참가 구단의 변동
총 20개 구단이 리그에 참가했는데, 이 중 17개 구단은 2016-17 시즌에도 참가했던 구단들이며, 나머지 3개 구단은 세군다 디비시온에서 승격한 구단들이다. 승격한 세 구단들 중 둘은 세군다 디비시온에서 상위 두 자리를 차지한 구단들이고, 나머지 하나는 플레이오프전에서 승리한 구단이다.
레반테는 2017년 4월 9일에 오비에도전에서 1-0으로 승리하며 가장 먼저 승격을 확정지었고, 1년 만에 1부 리그로 돌아왔다. 지로나는 2017년 6월 4일에 사라고사와 득점 없이 비기고 준우승으로서 승격을 확정지었는데, 카탈루냐 연고 구단은 이번에 처음으로 1부 리그로 승격했다. 지로나는 스페인 1부 리그에 참가하는 62번째 구단으로 기록되었다. 헤타페는 우에스카와 테네리페를 플레이오프전에서 이기고 승격했는데, 이들도 레반테의 경우처럼 1년 만에 1부 리그로 복귀했다.
승격하여 합류한 세 구단은 전 시즌을 끝으로 강등당한 스포르팅 히혼, 오사수나, 그리고 그라나다를 대신해 라 리가에 참가했다.

### 구단별 구장 및 위치
아틀레티코 마드리드는 1966년부터 안방으로 사용한 비센테 칼데론을 대신해 새로 개장한 메트로폴리타노 경기장에서의 첫 시즌을 보냈다.
데포르티보는 아방카와 협찬 계약을 체결하면서 안방 구장을 아방카-리아소르로 개명했다.
베티스는 구장 보수가 완료되어 60,720명을 수용할 수 있는 구장에서 안방 경기를 치르게 되었는데, 베니토 비야마린은 스페인에서 4번째로 큰 경기장이 되었다. 한편 라 리가의 승격 새내기 지로나는 승격 후에 안방 몬틸리비의 수용 인원을 13,450명으로 증대시켰다.
| 구단                | 연고지                       | 경기장                 | 관중수 |
| ------------------- | ---------------------------- | ---------------------- | ------ |
| 알라베스            | 비토리아-가스테이스          | 멘디소로차             | 19,840 |
| 아틀레틱 빌바오     | 빌바오                       | 산 마메스              | 53,289 |
| 아틀레티코 마드리드 | 마드리드                     | 메트로폴리타노 경기장  | 67,703 |
| 바르셀로나          | 바르셀로나                   | 캄 노우                | 99,354 |
| 베티스              | 세비야                       | 베니토 비야마린        | 60,720 |
| 셀타 비고           | 비고                         | 발라이도스             | 29,000 |
| 데포르티보          | 라 코루냐                    | 아방카-리아소르        | 32,912 |
| 에이바르            | 에이바르                     | 이푸루아               | 7,083  |
| 에스파뇰            | 코르넬랴 데 료브레가트       | RCDE 스타디움          | 40,500 |
| 헤타페              | 헤타페                       | 콜리세움 알폰소 페레스 | 17,000 |
| 지로나              | 지로나                       | 몬틸리비               | 13,450 |
| 라스 팔마스         | 라스 팔마스 데 그란 카나리아 | 그란 카나리아          | 32,400 |
| 레가네스            | 레가네스                     | 부타르케               | 11,454 |
| 레반테              | 발렌시아                     | 발렌시아 시립 경기장   | 26,354 |
| 말라가              | 말라가                       | 라 로살레다            | 30,044 |
| 레알 마드리드       | 마드리드                     | 산티아고 베르나베우    | 81,044 |
| 레알 소시에다드     | 산 세바스티안                | 아노에타               | 32,000 |
| 세비야              | 세비야                       | 산체스 피스후안        | 42,714 |
| 발렌시아            | 발렌시아                     | 메스타야               | 49,500 |
| 비야레알            | 비야레알                     | 라 세라미카            | 24,890 |

### 자치주별 구단
출처:
|   | 자치주        | 구단 수 | 구단                                                 |
| - | ------------- | ------- | ---------------------------------------------------- |
| 1 | 바스크        | 4       | 알라베스, 아틀레틱 빌바오, 에이바르, 레알 소시에다드 |
| 1 | 마드리드      | 4       | 아틀레티코 마드리드, 헤타페, 레가네스, 레알 마드리드 |
| 3 | 카탈루냐      | 3       | 바르셀로나, 에스파뇰, 지로나                         |
| 3 | 안달루시아    | 3       | 말라가, 베티스, 세비야                               |
| 3 | 발렌시아      | 3       | 레반테, 발렌시아, 비야레알                           |
| 6 | 갈리시아      | 2       | 셀타 비고, 데포르티보                                |
| 7 | 카나리아 제도 | 1       | 라스 팔마스                                          |

### 구단 인사 및 협찬사
| 구단                | 감독                        | 주장                | 유니폼 제작사 | 협찬사 |
| ------------------- | --------------------------- | ------------------- | ------------- | --- |
| 알라베스            | 아벨라르도 페르난데스       | 마누 가르시아       | 켈미          | LEA, 아라바-알라바,1 큐보,2 에우스칼텔,3 인테그라 에네르히아3                                                    |
| 아틀레틱 빌바오     | 호세 앙헬 시간다            | 마르켈 수사에타     | 뉴 발란스     | 쿠차은행 |
| 아틀레티코 마드리드 | 디에고 시메오네             | 가비                | 나이키        | 플러스500 |
| 바르셀로나          | 에르네스토 발베르데         | 안드레스 이니에스타 | 나이키        | 라쿠텐, UNICEF,1 베코2                                                                                           |
| 베티스              | 키케 세티엔                 | 호아킨              | 아디다스      | 그린어스, 베니토 비야마린 경기장,1 위코,1 레알레 보험사,2 비사커3                                                |
| 셀타 비고           | 후안 카를로스 운수에        | 우고 마요           | 아디다스      | 에스트레야 갈리시아 0,0, 루키아,1 아방카3                                                                        |
| 데포르티보          | 클라렌서 세이도르프         | 페드로 모스케라     | 마크론        | 에스트레야 갈리시아 0,0, 아방카,1 루키아2                                                                        |
| 에이바르            | 호세 루이스 멘딜리바르      | 다니 가르시아       | 푸마          | AVIA, 위코1 |
| 에스파뇰            | 다비드 가예고 (감독 대행)   | 하비 로페스         | 호마          | 리비에라 마야, 인주,13 스포티코2                                                                                 |
| 헤타페              | 호세 보르달라스             | 호르헤 몰리나       | 호마          | 테크노카사 그룹, 그라니토스 부에나비스타3                                                                        |
| 지로나              | 파블로 마친                 | 엘로이 아마가트     | 엄브로        | 지로나의 자존심, 코스타 브라바2                                                                                  |
| 라스 팔마스         | 파코 헤메스                 | 다비드 가르시아     | 아체르비스    | 그란 카나리아, DISA 그룹,1 IOC,1 칼리세 메노르키나,2 비코디알 스포츠3, 카나리아 항공,3 폴크스바겐 도밍고 알론소3 |
| 레가네스            | 아시에르 가리타노           | 마르틴 만토바니     | 호마          | 골든파크,1 마드리드 삼빌 아웃렛,2 비사커,3 엘레폰3                                                               |
| 레반테              | 파코 로페스                 | 페드로 로페스       | 마크론        | 조위, 발렌시아,1 발레아리아1                                                                                     |
| 말라가              | 호세 곤살레스               | 레시오              | 나이키        | 마라톤벳, 베나아비스,1 비사커2                                                                                   |
| 레알 마드리드       | 지네딘 지단                 | 세르히오 라모스     | 아디다스      | 에미레이트 항공                                                                                                  |
| 레알 소시에다드     | 이마놀 알과실               | 샤비 프리에토       | 아디다스      | 에우스칼텔, 쿠차은행,1 레알레 보험사2                                                                            |
| 세비야              | 호아킨 카파로스 (감독 대행) | 니콜라스 파레하     | 뉴 발란스     | 플레이티카, #우정2                                                                                               |
| 발렌시아            | 마르셀리노                  | 다니 파레호         | 아디다스      | BLU, 비인 스포츠,1 세스데르마,2 알파 로메오3                                                                     |
| 비야레알            | 하비에르 카예하             | 브루노              | 호마          | 파메사 도자기, 조위2                                                                                             |

1. ^  유니폼 후면에 부착.
2. ^  유니폼 소매에 부착.
3. ^  하의에 부착.

### 감독 교체
| 구단            | 해임 감독             | 해임 사유                      | 해임 일자        | 리그 순위 | 취임 감독                   | 취임 일자        |
| --------------- | --------------------- | ------------------------------ | ---------------- | --------- | --------------------------- | ---------------- |
| 아틀레틱 빌바오 | 에르네스토 발베르데   | 사임                           | 2017년 5월 23일  | 개막 전   | 호세 앙헬 시간다            | 2017년 5월 24일  |
| 바르셀로나      | 루이스 엔리케         | 계약 만료                      | 2017년 5월 29일  | 개막 전   | 에르네스토 발베르데         | 2017년 5월 29일  |
| 라스 팔마스     | 키케 세티엔           | 계약 만료                      | 2017년 6월 30일  | 개막 전   | 마놀로 마르케스             | 2017년 7월 3일   |
| 발렌시아        | 보로                  | 대행 기간 만료                 | 2017년 5월 11일  | 개막 전   | 마르셀리노                  | 2017년 5월 11일  |
| 베티스          | 알렉시스 트루히요     | 대행 기간 만료                 | 2017년 5월 26일  | 개막 전   | 키케 세티엔                 | 2017년 5월 26일  |
| 셀타 비고       | 에두아르도 베리소     | 계약 만료                      | 2017년 6월 30일  | 개막 전   | 후안 카를로스 운수에        | 2017년 5월 28일  |
| 세비야          | 호르헤 삼파올리       | 아르헨티나 국가대표팀으로 이적 | 2017년 5월 20일  | 개막 전   | 에두아르도 베리소           | 2017년 6월 1일   |
| 알라베스        | 마우리시오 펠레그리노 | 사임                           | 2017년 5월 29일  | 개막 전   | 루이스 수벨디아             | 2017년 6월 17일  |
| 알라베스        | 루이스 수벨디아       | 경질                           | 2017년 9월 17일  | 20위      | 잔니 데 비아시              | 2017년 9월 22일  |
| 비야레알        | 프란 에스크리바       | 경질                           | 2017년 9월 25일  | 14위      | 하비에르 카예하             | 2017년 9월 25일  |
| 라스 팔마스     | 마놀로 마르케스       | 사임                           | 2017년 9월 26일  | 15위      | 파코 아예스타란             | 2017년 9월 27일  |
| 데포르티보      | 페페 멜               | 경질                           | 2017년 11월 24일 | 17위      | 크리스토발 파랄로           | 2017년 11월 24일 |
| 알라베스        | 잔니 데 비아시        | 경질                           | 2017년 11월 27일 | 20위      | 아벨라르도 페르난데스       | 2017년 12월 1일  |
| 라스 팔마스     | 파코 아예스타란       | 경질                           | 2017년 11월 30일 | 19위      | 파코 헤메스                 | 2017년 12월 21일 |
| 세비야          | 에두아르도 베리소     | 경질                           | 2017년 12월 22일 | 5위       | 빈첸초 몬텔라               | 2017년 12월 28일 |
| 말라가          | 미첼                  | 경질                           | 2018년 1월 13일  | 19위      | 호세 곤살레스               | 2018년 1월 13일  |
| 데포르티보      | 크리스토발 파랄로     | 경질                           | 2018년 2월 4일   | 18위      | 클라렌서 세이도르프         | 2018년 2월 5일   |
| 레반테          | 후안 무니스           | 경질                           | 2018년 3월 4일   | 17위      | 파코 로페스                 | 2018년 3월 4일   |
| 레알 소시에다드 | 에우세비오 사크리스탄 | 경질                           | 2018년 3월 18일  | 15위      | 이마놀 알과실               | 2018년 3월 18일  |
| 에스파뇰        | 키케 산체스 플로레스  | 경질                           | 2018년 4월 20일  | 16위      | 다비드 가예고 (감독 대행)   | 2018년 4월 20일  |
| 세비야          | 빈첸초 몬텔라         | 경질                           | 2018년 4월 28일  | 7위       | 호아킨 카파로스 (감독 대행) | 2018년 4월 28일  |

## 리그 결과

### 요약
시즌을 앞두고, 몇몇 구단들은 감독을 교체했는데, 예를 들어 전 시즌 준우승을 거둔 바르셀로나는 루이스 엔리케가 떠나면서 공석이 된 사령탑에 아틀레틱 빌바오의 에르네스토 발베르데를 임명했다. 한편, 전 시즌 악전고투를 벌인 발렌시아의 신임 감독으로는 마르셀리노가 선임되었다.
이적 시장에서 바르셀로나는 최고 이적료 신기록을 세웠는데, 네이마르를 프랑스의 파리 생제르맹에 €222M의 이적료로 매각했다. 바르셀로나는 대체자로 프랑스 신예 우스만 뎀벨레를 영입했는데, €105M의 가치인 그는 €150M의 가치를 낼 수도 있었다. 전 시즌 우승을 거둔 레알 마드리드는 알바로 모라타를 첼시로 €80M에 매각했고, 노련한 수비수 페페를 터키의 베식타시에 자유 이적으로 보냈으며, 가장 많은 이적료를 들인 영입은 같은 연고지의 아틀레티코 마드리드에서 €24M에 입단한 신예 테오 에르난데스였다.
바르셀로나는 에스파뇰과의 2017년 9월 16일 시즌 3번째 경기에서 5-0으로 이기면서 처음으로 선두에 등극했고, 이어서 시즌 초에 7경기 연속 승리했고, 아틀레티코 마드리드와 1-1로 비기면서 연승 행진이 끝났다. 발렌시아는 전 시즌과 다르게 나와 초반에 상승세를 탔는데, 이탈리아의 시모네 차차와 임대로 입단한 포르투갈의 곤살루 게드스를 앞세워 상위권 성적을 냈다. 레알 마드리드는 시즌 전반기에 얇은 선수진, 부상, 그리고 크리스티아누 호날두의 근래 득점력 하락 등의 문제가 한꺼번에 터지면서 고전했다.
2018년 1월, 바르셀로나는 리버풀의 필리피 코치뉴를 €160M에 영입하며 공격진의 두께를 더욱 두텁게 했고, 아틀레티코 마드리드는 영입 금지 징계가 해제되면서 디에고 코스타와 비톨로를 영입할 수 있었다. 레알 마드리드의 지네딘 지단은 추가로 선수를 영입하지 않았다. 말라가는 처음으로 강등을 확정 지은 구단으로, 2018년 4월 19일에 레반테와의 경기에서 0-1로 패하면서 10년 만에 1부 리그에서 강등당했다. 사흘 후 라스 팔마스도 알라베스와의 안방 경기에서 0-4로 패하면서 카나리아 연고 구단은 3년의 라 리가 도전에 마침표를 찍었다.
4월 29일, 바르셀로나는 데포르티보와의 원정 경기에서 해트트릭을 기록한 리오넬 메시에 힘입어 4-2 승리를 거두고 통산 25번째 리그 우승을 확정지었다. 리그 우승을 확정지었을 때 바르셀로나는 4경기를 남겨놓았고, 앞서 코파 델 레이도 석권한 바르셀로나는 2관왕을 달성했다. 같은 경기에서 데포르티보도 강등이 확정되어 4년 만에 세군다 디비시온으로 돌아가게 되었다.
이튿날, 베티스는 키케 세티엔 신임 감독의 지휘 하에 말라가를 2-1로 이기고 유로파리그 진출권을 손에 넣었다. 베티스는 바르셀로나, 아틀레티코 마드리드, 그리고 레알 마드리드가 가져가고 남은 스페인의 마지막 챔피언스리그 진출권을 획득할 기회를 잡았지만, 결국 이 진출권은 발렌시아의 몫이 되었고, 동부 연고 구단은 3년 만에 유럽 최상위 무대에 복귀했다. 세비야는 연고지 숙적 베티스와의 경기에서 2-2로 비기면서 리그 7위를 확정지어 헤타페를 제치고 유로파리그 진출권을 획득했다. 36경기 동안 24골만 허용한 바르셀로나는 스페인 내전 이래(이자 1시즌 38경기 시대) 최초의 라 리가 무패 우승에 도전했지만 레반테에게 4-5로 패하는 이변이 발생하면서 무산되었다.

### 최종 순위
| 순위 | 팀                  | 경기 | 승 | 무 | 패 | 득 | 실 | 차  | 승점 | 참가 자격 및 강등           |
| ---- | ------------------- | ---- | -- | -- | -- | -- | -- | --- | ---- | --------------------------- |
| 1    | 바르셀로나 (C)      | 38   | 28 | 9  | 1  | 99 | 29 | +70 | 93   | 챔피언스리그 조별 리그 진출 |
| 2    | 아틀레티코 마드리드 | 38   | 23 | 10 | 5  | 58 | 22 | +36 | 79   | 챔피언스리그 조별 리그 진출 |
| 3    | 레알 마드리드       | 38   | 22 | 10 | 6  | 94 | 44 | +50 | 76   | 챔피언스리그 조별 리그 진출 |
| 4    | 발렌시아            | 38   | 22 | 7  | 9  | 65 | 38 | +27 | 73   | 챔피언스리그 조별 리그 진출 |
| 5    | 비야레알            | 38   | 18 | 7  | 13 | 57 | 50 | +7  | 61   | 유로파리그 조별 리그 진출   |
| 6    | 베티스              | 38   | 18 | 6  | 14 | 60 | 61 | −1  | 60   | 유로파리그 조별 리그 진출   |
| 7    | 세비야              | 38   | 17 | 7  | 14 | 49 | 58 | −9  | 58   | 유로파리그 2차 예선전 진출  |
| 8    | 헤타페              | 38   | 15 | 10 | 13 | 42 | 33 | +9  | 55   |                             |
| 9    | 에이바르            | 38   | 14 | 9  | 15 | 44 | 50 | −6  | 51   |                             |
| 10   | 지로나              | 38   | 14 | 9  | 15 | 50 | 59 | −9  | 51   |                             |
| 11   | 에스파뇰            | 38   | 12 | 13 | 13 | 36 | 42 | −6  | 49   |                             |
| 12   | 레알 소시에다드     | 38   | 14 | 7  | 17 | 66 | 59 | +7  | 49   |                             |
| 13   | 셀타 비고           | 38   | 13 | 10 | 15 | 59 | 60 | −1  | 49   |                             |
| 14   | 알라베스            | 38   | 15 | 2  | 21 | 40 | 50 | −10 | 47   |                             |
| 15   | 레반테              | 38   | 11 | 13 | 14 | 44 | 58 | −14 | 46   |                             |
| 16   | 아틀레틱 빌바오     | 38   | 10 | 13 | 15 | 41 | 49 | −8  | 43   |                             |
| 17   | 레가네스            | 38   | 12 | 7  | 19 | 34 | 51 | −17 | 43   |                             |
| 18   | 데포르티보 (R)      | 38   | 6  | 11 | 21 | 38 | 76 | −38 | 29   | 세군다 디비시온으로 강등    |
| 19   | 라스 팔마스 (R)     | 38   | 5  | 7  | 26 | 24 | 74 | −50 | 22   | 세군다 디비시온으로 강등    |
| 20   | 말라가 (R)          | 38   | 5  | 5  | 28 | 24 | 61 | −37 | 20   | 세군다 디비시온으로 강등    |

1. 1 2  코파 델 레이를 우승한 바르셀로나가 이미 리그 성적으로 유럽대항전 진출권을 확보함에 따라, 컵대회 우승에 따른 유로파리그 조별 리그 진출권은 리그 6위 구단에게 넘겨졌고, 6위에게 주어지는 유로파리그 2차 예선전 진출권은 리그 7위 구단에게 넘겨졌다.
2. 1 2  에이바르는 지로나에 상대 전적으로 앞서서 윗 순위를 기록하였다: 에이바르 4–1 지로나, 지로나 1–4 에이바르.
3. 1 2 3  상대 전적: 에스파뇰 8점, 레알 소시에다드 4점, 셀타 비고 4점 (에스파뇰 2–1 레알 소시에다드, 레알 소시에다드 1–1 에스파뇰, 에스파뇰 2–1 셀타 비고, 셀타 비고 2–2 에스파뇰, 레알 소시에다드 1–2 셀타 비고, 셀타 비고 2–3 레알 소시에다드).
4. 1 2  아틀레틱 빌바오는 레가네스에 상대 골득실차로 앞서서 윗 순위를 기록하였다: 아틀레틱 빌바오 2–0 레가네스, 레가네스 1–0 아틀레틱 빌바오

### 우승
| 라 리가 2017-18 우승   |
| ---------------------- |
| 바르셀로나 25번째 우승 |

### 순위 변동표
다음 순위 변동표는 매 라운드가 끝난 후의 구단들 순위를 나타낸다. 시간대에 따른 상황을 반영하기 위해, 연기된 경기는 본래 경기가 치러진 시점에 반영되지 않으나, 최종전에만 반영된다. 예를 들어 13라운드 경기 일정이 16라운드와 17라운드 사이에 치러진 경우, 연기된 경기 결과는 16라운드의 순위 변동표에 반영된다.
| 구단 ＼ 라운드      | 1  | 2  | 3  | 4  | 5  | 6  | 7  | 8  | 9  | 10 | 11 | 12 | 13 | 14 | 15 | 16 | 17 | 18 | 19 | 20 | 21 | 22 | 23 | 24 | 25 | 26 | 27 | 28 | 29 | 30 | 31 | 32 | 33 | 34 | 35 | 36 | 37 | 38 |
| ------------------- | -- | -- | -- | -- | -- | -- | -- | -- | -- | -- | -- | -- | -- | -- | -- | -- | -- | -- | -- | -- | -- | -- | -- | -- | -- | -- | -- | -- | -- | -- | -- | -- | -- | -- | -- | -- | -- | -- |
| 바르셀로나          | 2  | 2  | 1  | 1  | 1  | 1  | 1  | 1  | 1  | 1  | 1  | 1  | 1  | 1  | 1  | 1  | 1  | 1  | 1  | 1  | 1  | 1  | 1  | 1  | 1  | 1  | 1  | 1  | 1  | 1  | 1  | 1  | 1  | 1  | 1  | 1  | 1  | 1  |
| 아틀레티코 마드리드 | 8  | 4  | 6  | 5  | 3  | 2  | 4  | 4  | 4  | 4  | 4  | 4  | 3  | 3  | 3  | 2  | 2  | 2  | 2  | 2  | 2  | 2  | 2  | 2  | 2  | 2  | 2  | 2  | 2  | 2  | 2  | 2  | 2  | 2  | 2  | 2  | 2  | 2  |
| 레알 마드리드       | 1  | 5  | 7  | 4  | 8  | 6  | 5  | 3  | 3  | 3  | 3  | 3  | 4  | 4  | 4  | 4  | 4  | 4  | 4  | 4  | 4  | 4  | 4  | 4  | 3  | 3  | 3  | 3  | 3  | 3  | 4  | 3  | 3  | 3  | 3  | 3  | 3  | 3  |
| 발렌시아            | 7  | 8  | 9  | 9  | 4  | 4  | 3  | 2  | 2  | 2  | 2  | 2  | 2  | 2  | 2  | 3  | 3  | 3  | 3  | 3  | 3  | 3  | 3  | 3  | 4  | 4  | 4  | 4  | 4  | 4  | 3  | 4  | 4  | 4  | 4  | 4  | 4  | 4  |
| 비야레알            | 18 | 19 | 13 | 7  | 9  | 14 | 9  | 8  | 6  | 6  | 5  | 6  | 6  | 6  | 6  | 6  | 6  | 6  | 5  | 5  | 5  | 5  | 5  | 6  | 5  | 6  | 6  | 6  | 5  | 5  | 6  | 6  | 6  | 6  | 6  | 6  | 5  | 5  |
| 베티스              | 19 | 12 | 15 | 12 | 7  | 5  | 6  | 9  | 7  | 8  | 8  | 9  | 8  | 11 | 12 | 8  | 14 | 10 | 7  | 11 | 13 | 10 | 8  | 10 | 7  | 9  | 10 | 8  | 8  | 6  | 5  | 5  | 5  | 5  | 5  | 5  | 6  | 6  |
| 세비야              | 11 | 9  | 3  | 2  | 2  | 3  | 2  | 5  | 8  | 5  | 6  | 5  | 5  | 5  | 5  | 5  | 5  | 5  | 6  | 6  | 6  | 6  | 6  | 5  | 6  | 5  | 5  | 5  | 6  | 7  | 7  | 7  | 7  | 7  | 8  | 7  | 7  | 7  |
| 헤타페              | 13 | 14 | 10 | 14 | 14 | 10 | 12 | 14 | 14 | 11 | 12 | 10 | 12 | 8  | 7  | 10 | 8  | 11 | 9  | 9  | 9  | 11 | 11 | 9  | 11 | 10 | 11 | 11 | 9  | 11 | 12 | 10 | 9  | 8  | 7  | 8  | 8  | 8  |
| 에이바르            | 4  | 11 | 16 | 13 | 13 | 16 | 18 | 16 | 17 | 17 | 17 | 17 | 15 | 13 | 13 | 9  | 7  | 7  | 8  | 8  | 8  | 7  | 7  | 7  | 9  | 7  | 8  | 9  | 11 | 10 | 10 | 12 | 12 | 12 | 12 | 10 | 9  | 9  |
| 지로나              | 9  | 6  | 11 | 15 | 15 | 17 | 16 | 17 | 15 | 13 | 10 | 11 | 10 | 12 | 9  | 7  | 10 | 13 | 10 | 10 | 10 | 9  | 10 | 8  | 10 | 8  | 7  | 7  | 7  | 8  | 8  | 8  | 8  | 9  | 9  | 9  | 11 | 10 |
| 에스파뇰            | 10 | 13 | 18 | 16 | 16 | 12 | 14 | 13 | 13 | 10 | 13 | 14 | 13 | 15 | 16 | 16 | 15 | 14 | 14 | 14 | 14 | 15 | 15 | 16 | 15 | 13 | 15 | 13 | 14 | 14 | 15 | 16 | 16 | 16 | 15 | 15 | 14 | 11 |
| 레알 소시에다드     | 3  | 1  | 2  | 3  | 6  | 8  | 8  | 7  | 9  | 9  | 7  | 7  | 7  | 9  | 10 | 11 | 9  | 12 | 15 | 15 | 15 | 14 | 14 | 12 | 14 | 15 | 12 | 14 | 15 | 15 | 13 | 11 | 11 | 11 | 10 | 11 | 10 | 12 |
| 셀타 비고           | 14 | 16 | 12 | 17 | 17 | 13 | 11 | 10 | 10 | 14 | 11 | 13 | 9  | 10 | 11 | 13 | 11 | 15 | 11 | 7  | 7  | 8  | 9  | 11 | 8  | 11 | 9  | 10 | 10 | 9  | 9  | 9  | 10 | 10 | 11 | 12 | 13 | 13 |
| 알라베스            | 15 | 18 | 20 | 20 | 19 | 20 | 19 | 19 | 19 | 20 | 18 | 19 | 20 | 19 | 18 | 18 | 17 | 18 | 17 | 16 | 17 | 16 | 16 | 15 | 16 | 14 | 16 | 16 | 16 | 16 | 16 | 15 | 15 | 13 | 13 | 13 | 12 | 14 |
| 레반테              | 6  | 7  | 8  | 8  | 5  | 9  | 10 | 12 | 12 | 12 | 14 | 12 | 14 | 14 | 15 | 15 | 16 | 16 | 16 | 17 | 16 | 17 | 17 | 17 | 17 | 17 | 17 | 17 | 17 | 17 | 17 | 17 | 17 | 17 | 17 | 16 | 15 | 15 |
| 아틀레틱 빌바오     | 12 | 10 | 4  | 6  | 10 | 11 | 13 | 11 | 11 | 15 | 15 | 15 | 16 | 16 | 14 | 14 | 12 | 8  | 12 | 12 | 12 | 13 | 13 | 14 | 12 | 12 | 14 | 12 | 13 | 12 | 11 | 13 | 13 | 14 | 14 | 14 | 16 | 16 |
| 레가네스            | 5  | 3  | 5  | 10 | 11 | 7  | 7  | 6  | 5  | 7  | 9  | 8  | 11 | 7  | 8  | 12 | 13 | 9  | 13 | 13 | 12 | 12 | 12 | 13 | 13 | 16 | 13 | 15 | 12 | 13 | 14 | 14 | 14 | 15 | 16 | 17 | 17 | 17 |
| 데포르티보          | 20 | 15 | 17 | 18 | 18 | 18 | 15 | 15 | 16 | 16 | 16 | 16 | 17 | 17 | 17 | 17 | 18 | 17 | 18 | 18 | 18 | 18 | 19 | 19 | 19 | 19 | 19 | 19 | 19 | 19 | 18 | 18 | 18 | 18 | 18 | 18 | 18 | 18 |
| 라스 팔마스         | 16 | 20 | 14 | 11 | 12 | 15 | 17 | 18 | 18 | 18 | 19 | 20 | 19 | 18 | 20 | 20 | 20 | 20 | 20 | 19 | 19 | 19 | 18 | 18 | 18 | 18 | 18 | 18 | 18 | 18 | 19 | 19 | 19 | 19 | 19 | 19 | 19 | 19 |
| 말라가              | 17 | 17 | 19 | 19 | 20 | 19 | 20 | 20 | 20 | 19 | 20 | 18 | 18 | 20 | 19 | 19 | 19 | 19 | 19 | 20 | 20 | 20 | 20 | 20 | 20 | 20 | 20 | 20 | 20 | 20 | 20 | 20 | 20 | 20 | 20 | 20 | 20 | 20 |

출처: BD푸트볼

### 경기 결과
| 홈 \ 어웨이         | ALA | ATH | ATM | BAR | CEL | DEP | EIB | ESP | GET | GIR | LPA | LEG | LEV | MGA | BET | RMA | RSO | SEV | VAL | VIL |
| ------------------- | --- | --- | --- | --- | --- | --- | --- | --- | --- | --- | --- | --- | --- | --- | --- | --- | --- | --- | --- | --- |
| 알라베스            | —   | 3–1 | 0–1 | 0–2 | 2–1 | 1–0 | 1–2 | 1–0 | 2–0 | 1–2 | 2–0 | 2–2 | 1–0 | 1–0 | 1–3 | 1–2 | 0–2 | 1–0 | 1–2 | 0–3 |
| 아틀레틱 빌바오     | 2–0 | —   | 1–2 | 0–2 | 1–1 | 2–3 | 1–1 | 0–1 | 0–0 | 2–0 | 0–0 | 2–0 | 1–3 | 2–1 | 2–0 | 0–0 | 0–0 | 1–0 | 1–1 | 1–1 |
| 아틀레티코 마드리드 | 1–0 | 2–0 | —   | 1–1 | 3–0 | 1–0 | 2–2 | 0–2 | 2–0 | 1–1 | 3–0 | 4–0 | 3–0 | 1–0 | 0–0 | 0–0 | 2–1 | 2–0 | 1–0 | 1–1 |
| 바르셀로나          | 2–1 | 2–0 | 1–0 | —   | 2–2 | 4–0 | 6–1 | 5–0 | 0–0 | 6–1 | 3–0 | 3–1 | 3–0 | 2–0 | 2–0 | 2–2 | 1–0 | 2–1 | 2–1 | 5–1 |
| 셀타 비고           | 1–0 | 3–1 | 0–1 | 2–2 | —   | 1–1 | 2–0 | 2–2 | 1–1 | 3–3 | 2–1 | 1–0 | 4–2 | 0–0 | 3–2 | 2–2 | 2–3 | 4–0 | 1–1 | 0–1 |
| 데포르티보          | 1–0 | 2–2 | 0–1 | 2–4 | 1–3 | —   | 1–1 | 0–0 | 2–1 | 1–2 | 1–1 | 1–0 | 2–2 | 3–2 | 0–1 | 0–3 | 2–4 | 0–0 | 1–2 | 2–4 |
| 에이바르            | 0–1 | 0–1 | 0–1 | 0–2 | 0–4 | 0–0 | —   | 3–1 | 0–1 | 4–1 | 1–0 | 1–0 | 2–2 | 1–1 | 5–0 | 1–2 | 0–0 | 5–1 | 2–1 | 1–0 |
| 에스파뇰            | 0–0 | 1–1 | 1–0 | 1–1 | 2–1 | 4–1 | 0–1 | —   | 1–0 | 0–1 | 1–1 | 0–1 | 0–0 | 4–1 | 1–0 | 1–0 | 2–1 | 0–3 | 0–2 | 1–1 |
| 헤타페              | 4–1 | 2–2 | 0–1 | 1–2 | 3–0 | 3–0 | 0–0 | 1–0 | —   | 1–1 | 2–0 | 0–0 | 0–1 | 1–0 | 0–1 | 1–2 | 2–1 | 0–1 | 1–0 | 4–0 |
| 지로나              | 2–3 | 2–0 | 2–2 | 0–3 | 1–0 | 2–0 | 1–4 | 0–2 | 1–0 | —   | 6–0 | 3–0 | 1–1 | 1–0 | 0–1 | 2–1 | 1–1 | 0–1 | 0–1 | 1–2 |
| 라스 팔마스         | 0–4 | 1–0 | 1–5 | 1–1 | 2–5 | 1–3 | 1–2 | 2–2 | 0–1 | 1–2 | —   | 0–2 | 0–2 | 1–0 | 1–0 | 0–3 | 0–1 | 1–2 | 2–1 | 0–2 |
| 레가네스            | 1–0 | 1–0 | 0–0 | 0–3 | 1–0 | 0–0 | 0–1 | 3–2 | 1–2 | 0–0 | 0–0 | —   | 0–3 | 2–0 | 3–2 | 1–3 | 1–0 | 2–1 | 0–1 | 3–1 |
| 레반테              | 0–2 | 1–2 | 0–5 | 5–4 | 0–1 | 2–2 | 2–1 | 1–1 | 1–1 | 1–2 | 2–1 | 0–0 | —   | 1–0 | 0–2 | 2–2 | 3–0 | 2–1 | 1–1 | 1–0 |
| 말라가              | 0–3 | 3–3 | 0–1 | 0–2 | 2–1 | 3–2 | 0–1 | 0–1 | 0–1 | 0–0 | 1–3 | 0–2 | 0–0 | —   | 0–2 | 1–2 | 2–0 | 0–1 | 1–2 | 1–0 |
| 베티스              | 2–0 | 0–2 | 0–1 | 0–5 | 2–1 | 2–1 | 2–0 | 3–0 | 2–2 | 2–2 | 1–0 | 3–2 | 4–0 | 2–1 | —   | 3–5 | 0–0 | 2–2 | 3–6 | 2–1 |
| 레알 마드리드       | 4–0 | 1–1 | 1–1 | 0–3 | 6–0 | 7–1 | 3–0 | 2–0 | 3–1 | 6–3 | 3–0 | 2–1 | 1–1 | 3–2 | 0–1 | —   | 5–2 | 5–0 | 2–2 | 0–1 |
| 레알 소시에다드     | 2–1 | 3–1 | 3–0 | 2–4 | 1–2 | 5–0 | 3–1 | 1–1 | 1–2 | 5–0 | 2–2 | 3–2 | 3–0 | 0–2 | 4–4 | 1–3 | —   | 3–1 | 2–3 | 3–0 |
| 세비야              | 1–0 | 2–0 | 2–5 | 2–2 | 2–1 | 2–0 | 3–0 | 1–1 | 1–1 | 1–0 | 1–0 | 2–1 | 0–0 | 2–0 | 3–5 | 3–2 | 1–0 | —   | 0–2 | 2–2 |
| 발렌시아            | 3–1 | 3–2 | 0–0 | 1–1 | 2–1 | 2–1 | 0–0 | 1–0 | 1–2 | 2–1 | 1–0 | 3–0 | 3–1 | 5–0 | 2–0 | 1–4 | 2–1 | 4–0 | —   | 0–1 |
| 비야레알            | 1–2 | 1–3 | 2–1 | 0–2 | 4–1 | 1–1 | 3–0 | 0–0 | 1–0 | 0–2 | 4–0 | 2–1 | 2–1 | 2–0 | 3–1 | 2–2 | 4–2 | 2–3 | 1–0 | —   |

## 시즌 통계

### 득점
- 시즌 1호골: 
  가브리에우 (레가네스 vs 알라베스, 2017년 8월 18일)[92]
- 시즌 마지막 골: 
  필리피 코치뉴 (바르셀로나 vs 레알 소시에다드, 2018년 5월 20일)[93]

### 득점 집계
| 순위 | 이름                | 골 | 구단                |
| ---- | ------------------- | -- | ------------------- |
| 1    | 리오넬 메시         | 34 | 바르셀로나          |
| 2    | 크리스티아누 호날두 | 26 | 레알 마드리드       |
| 3    | 루이스 수아레스     | 25 | 바르셀로나          |
| 4    | 이아고 아스파스     | 22 | 셀타 비고           |
| 5    | 크리스티안 스투아니 | 21 | 지로나              |
| 6    | 앙투안 그리즈만     | 19 | 아틀레티코 마드리드 |
| 7    | 막시 고메스         | 17 | 셀타 비고           |
| 8    | 가레스 베일         | 16 | 레알 마드리드       |
| 8    | 제라르 모레노       | 16 | 에스파뇰            |
| 8    | 로드리고            | 16 | 발렌시아            |

### 도움 집계
| 순위 | 이름                 | 도움 | 구단                |
| ---- | -------------------- | ---- | ------------------- |
| 1    | 리오넬 메시          | 12   | 바르셀로나          |
| 1    | 파블로 포르날스      | 12   | 비야레알            |
| 1    | 루이스 수아레스      | 12   | 바르셀로나          |
| 4    | 카림 벤제마          | 10   | 레알 마드리드       |
| 5    | 앙투안 그리즈만      | 9    | 아틀레티코 마드리드 |
| 5    | 곤살루 게드스        | 9    | 발렌시아            |
| 5    | 피오네 시스토        | 9    | 셀타 비고           |
| 5    | 다닐 바스            | 9    | 셀타 비고           |
| 9    | 조르디 알바          | 8    | 바르셀로나          |
| 9    | 호세 앙헬            | 8    | 에이바르            |
| 9    | 안드레스 과르다도    | 8    | 베티스              |
| 9    | 호세 루이스 모랄레스 | 8    | 레반테              |

### 트로페오 사모라
마르카지는 최저 실점률을 기록한 골키퍼에게 트로페오 사모라를 수상했다. 이 상의 수상 자격을 얻으려면 최소 28경기 이상 출전해야 하며, 1경기 출전을 인정받으려면 해당 경기를 60분 이상 출전해야 했다.
| 순위 | 이름                    | 실점 | 경기 | 실점률 | 구단                |
| ---- | ----------------------- | ---- | ---- | ------ | ------------------- |
| 1    | 얀 오블라크             | 22   | 37   | 0.59   | 아틀레티코 마드리드 |
| 2    | 마크-안드레 테어 슈테겐 | 28   | 37   | 0.76   | 바르셀로나          |
| 3    | 비센테 과이타           | 26   | 33   | 0.79   | 헤타페              |
| 4    | 네투                    | 33   | 33   | 1.00   | 발렌시아            |
| 5    | 파우 로페스             | 31   | 28   | 1.11   | 에스파뇰            |

### 해트트릭 목록
| 선수                 | 구단                | 상대            | 결과      | 날짜             | 라운드 |
| -------------------- | ------------------- | --------------- | --------- | ---------------- | ------ |
| 리오넬 메시          | 바르셀로나          | 에스파뇰        | 5–0 (안)  | 2017년 9월 9일   | 3      |
| 시모네 차차          | 발렌시아            | 말라가          | 5–0 (안)  | 2017년 9월 19일  | 5      |
| 리오넬 메시4         | 바르셀로나          | 에이바르        | 6–1 (안)  | 2017년 9월 19일  | 5      |
| 세드리크 바캄부      | 비야레알            | 에이바르        | 3–0 (안)  | 2017년 10월 1일  | 7      |
| 이아고 아스파스      | 셀타 비고           | 라스 팔마스     | 5–2 (원)  | 2017년 10월 16일 | 8      |
| 이바이 고메스        | 알라베스            | 지로나          | 3–2 (원)  | 2017년 12월 4일  | 14     |
| 마이클 올룽가        | 지로나              | 라스 팔마스     | 6–0 (안)  | 2018년 1월 13일  | 19     |
| 크리스티아누 호날두  | 레알 마드리드       | 레알 소시에다드 | 5–2 (안)  | 2018년 2월 10일  | 23     |
| 루이스 수아레스      | 바르셀로나          | 지로나          | 6–1 (안)  | 2018년 2월 24일  | 25     |
| 앙투안 그리즈만      | 아틀레티코 마드리드 | 세비야          | 5–2 (원){ | 2018년 2월 25일  | 25     |
| 앙투안 그리즈만4     | 아틀레티코 마드리드 | 레가네스        | 4–0 (안)  | 2018년 2월 28일  | 26     |
| 크리스티아누 호날두4 | 레알 마드리드       | 지로나          | 6–3 (안)  | 2018년 3월 18일  | 29     |
| 이아고 아스파스      | 셀타 비고           | 세비야          | 4–0 (안)  | 2018년 4월 7일   | 31     |
| 리오넬 메시          | 바르셀로나          | 레가네스        | 3–1 (안)  | 2018년 4월 7일   | 31     |
| 카를로스 바카        | 비야레알            | 셀타 비고       | 4–1 (안)  | 2018년 4월 28일  | 35     |
| 리오넬 메시          | 바르셀로나          | 데포르티보      | 4–2 (원)  | 2018년 4월 29일  | 35     |
| 엠마누엘 보아텡      | 레반테              | 바르셀로나      | 5–4 (안)  | 2018년 5월 13일  | 37     |
| 필리피 코치뉴        | 바르셀로나          | 레반테          | 4–5 (원)  | 2018년 5월 13일  | 37     |

참고
4 해당 경기에서 4골 기록; (안) – 안방 경기; (원) – 원정 경기

### 징계
출처:
- 최다 경고 구단: 헤타페 (134회)
- 최소 경고 구단: 레알 소시에다드 (62회)
- 최소 경고 선수:  헤페르손 레르마 (레반테, 16회)
- 최다 퇴장 구단: 말라가 (8회)
- 최소 퇴장 구단: 아틀레틱 빌바오, 지로나 (0회)
- 최다 퇴장 선수: 4명 (각 2회) 
  조르디 아마트 (베티스),  즈드라브코 쿠즈마노비치 (말라가),  세르히오 라모스 (레알 마드리드),  세르지 로베르토 (바르셀로나)

### 기타
- 최다 승리 - 바르셀로나 (28승)
- 최소 승리 - 라스 팔마스, 말라가 (5승)
- 최다 무승부 - 에스파뇰, 레반테, 아틀레틱 빌바오 (13무)
- 최소 무승부 - 알라베스 (2무)
- 최다 패배 - 말라가 (28패)
- 최소 패배 - 바르셀로나 (1패)
- 최다 득점 - 바르셀로나 (99골)
- 최소 득점 - 라스 팔마스, 말라가 (24골)
- 최다 실점 - 데포르티보 (76골)
- 최소 실점 - 아틀레티코 마드리드 (22골)

### 관중 통계
무관중으로 진행된 경기는 통계에서 제외되어 있다.
| 순위 | 구단                | 합계       | 최고   | 최저   | 평균   | 변동    |
| ---- | ------------------- | ---------- | ------ | ------ | ------ | ------- |
| 1    | 바르셀로나          | 1,248,657  | 97,939 | 49,693 | 69,370 | −9.9%3  |
| 2    | 레알 마드리드       | 1,247,398  | 80,737 | 55,143 | 65,653 | −3.5%   |
| 3    | 아틀레티코 마드리드 | 1,054,190  | 66,591 | 35,033 | 55,484 | +24.2%2 |
| 4    | 베티스              | 881,198    | 55,453 | 31,311 | 46,379 | +41.4%  |
| 5    | 발렌시아            | 735,187    | 47,794 | 27,930 | 38,694 | +14.0%  |
| 6    | 아틀레틱 빌바오     | 710,148    | 45,761 | 24,587 | 37,376 | −9.1%   |
| 7    | 세비야              | 628,281    | 40,385 | 22,643 | 33,067 | +0.7%   |
| 8    | 데포르티보          | 392,058    | 27,877 | 12,904 | 20,635 | −7.8%   |
| 9    | 말라가              | 387,224    | 27,117 | 10,098 | 20,380 | −7.9%   |
| 10   | 레알 소시에다드     | 374,299    | 24,675 | 15,562 | 19,700 | −8.0%   |
| 11   | 레반테              | 335,939    | 23,542 | 12,942 | 17,681 | +45.9%1 |
| 12   | 에스파뇰            | 335,309    | 24,836 | 11,659 | 17,648 | −12.1%  |
| 13   | 비야레알            | 317,267    | 21,087 | 12,398 | 16,698 | −3.8%   |
| 14   | 셀타 비고           | 309,098    | 20,895 | 10,840 | 16,298 | −1.0%   |
| 15   | 라스 팔마스         | 306,535    | 26,163 | 4,624  | 16,133 | −20.9%  |
| 16   | 알라베스            | 296,123    | 19,840 | 12,594 | 15,585 | +2.7%   |
| 17   | 지로나              | 194,626    | 13,305 | 6,392  | 10,243 | +86.9%1 |
| 18   | 헤타페              | 194,375    | 15,350 | 5,097  | 10,230 | +43.1%1 |
| 19   | 레가네스            | 177,382    | 11,454 | 5,970  | 9,336  | +0.2%   |
| 20   | 에이바르            | 101,160    | 6,725  | 4,056  | 5,324  | +0.2%   |
|      | 리그 합계           | 10,226,454 | 97,939 | 4,056  | 26,983 | −2.4%   |

출처: 월드 풋볼
참고:
1: 전 시즌 세군다 디비시온 소속
2: 아틀레티코 마드리드는 전 시즌까지 비센테 칼데론에서 안방 경기를 치렀다.
3: 바르셀로나는 라스 팔마스와의 안방 경기를 무관중으로 진행했다.

## 라리가 시상식

### 월간
| 월   | 이달의 선수     | 이달의 선수         | 주      |
| 월   | 선수            | 구단                | 주      |
| ---- | --------------- | ------------------- | ------- |
| 9월  | 시모네 차차     | 발렌시아            | [ 102 ] |
| 10월 | 세드리크 바캄부 | 비야레알            | [ 103 ] |
| 11월 | 이아고 아스파스 | 셀타 비고           | [ 104 ] |
| 12월 | 루이스 수아레스 | 바르셀로나          | [ 105 ] |
| 1월  | 아리츠 아두리스 | 아틀레틱 빌바오     | [ 106 ] |
| 2월  | 앙투안 그리즈만 | 아틀레티코 마드리드 | [ 107 ] |
| 3월  | 로드리고        | 발렌시아            | [ 108 ] |
| 4월  | 리오넬 메시     | 바르셀로나          | [ 109 ] |

## 같이 보기
- 세군다 디비시온 2017-18
- 코파 델 레이 2017-18